# Frankenberger Kirche

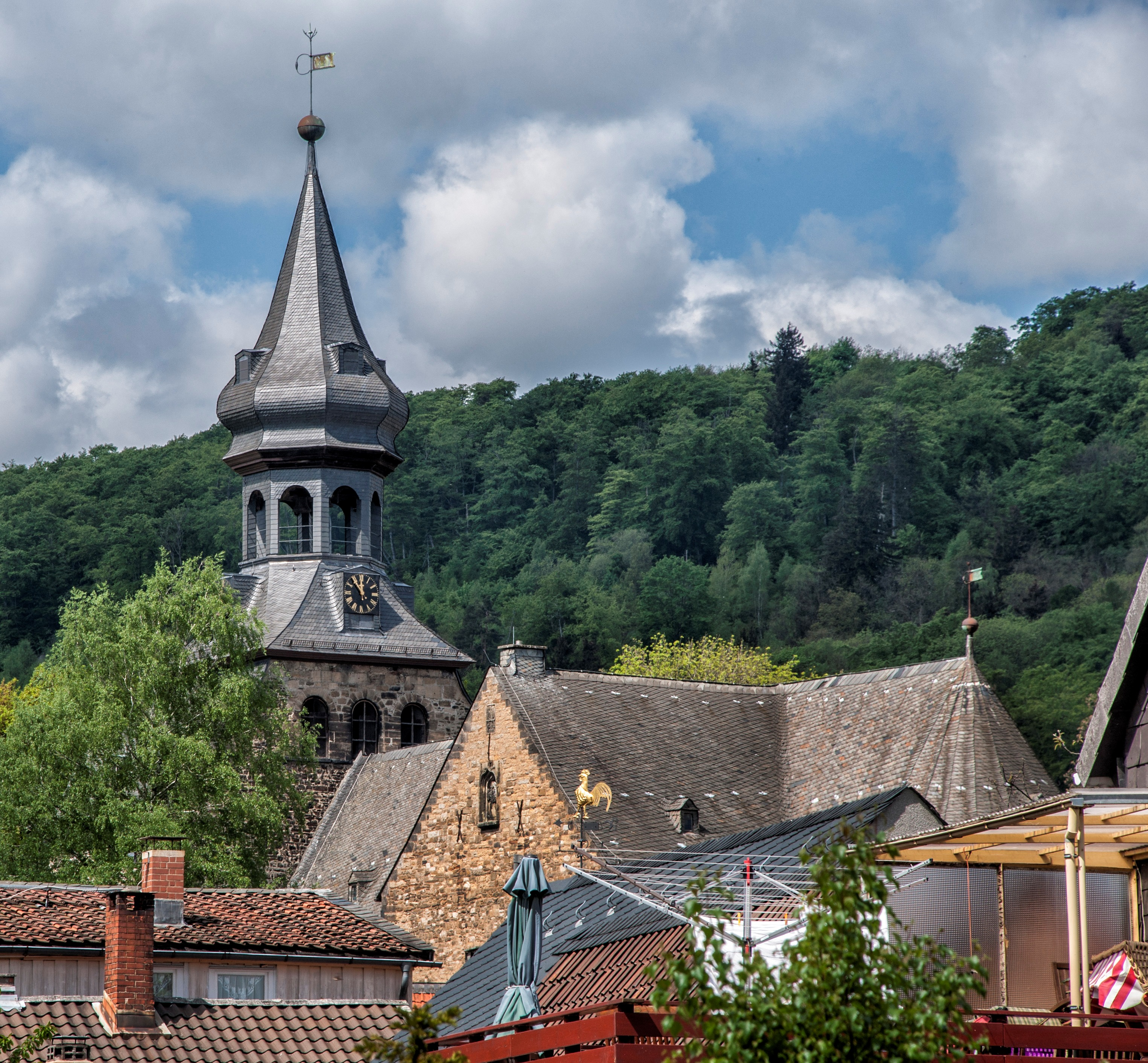
Frankenberger Kirche

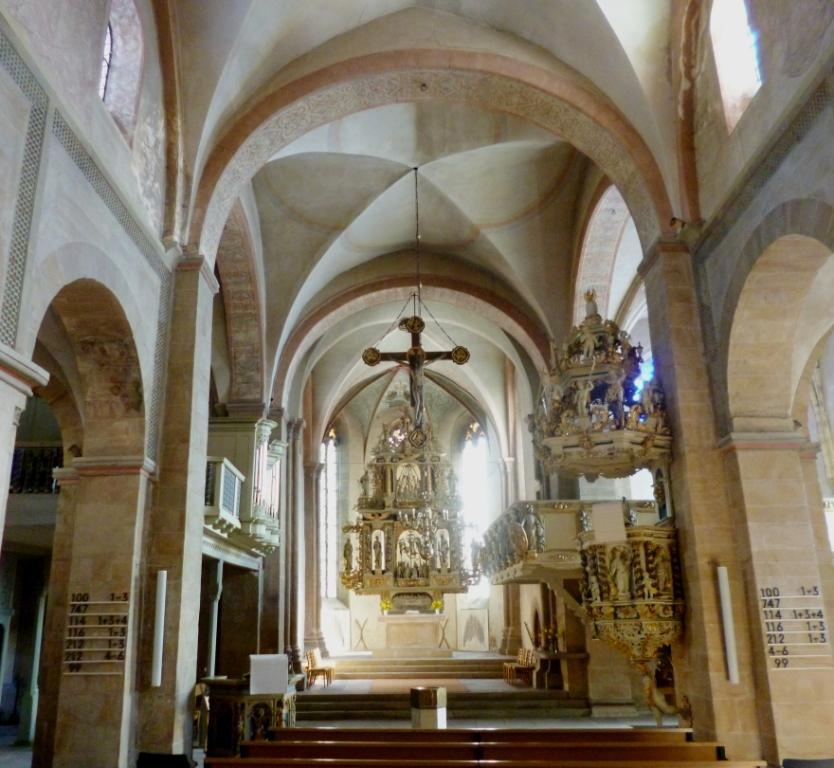
Blick zum Chorraum mit Hochaltar

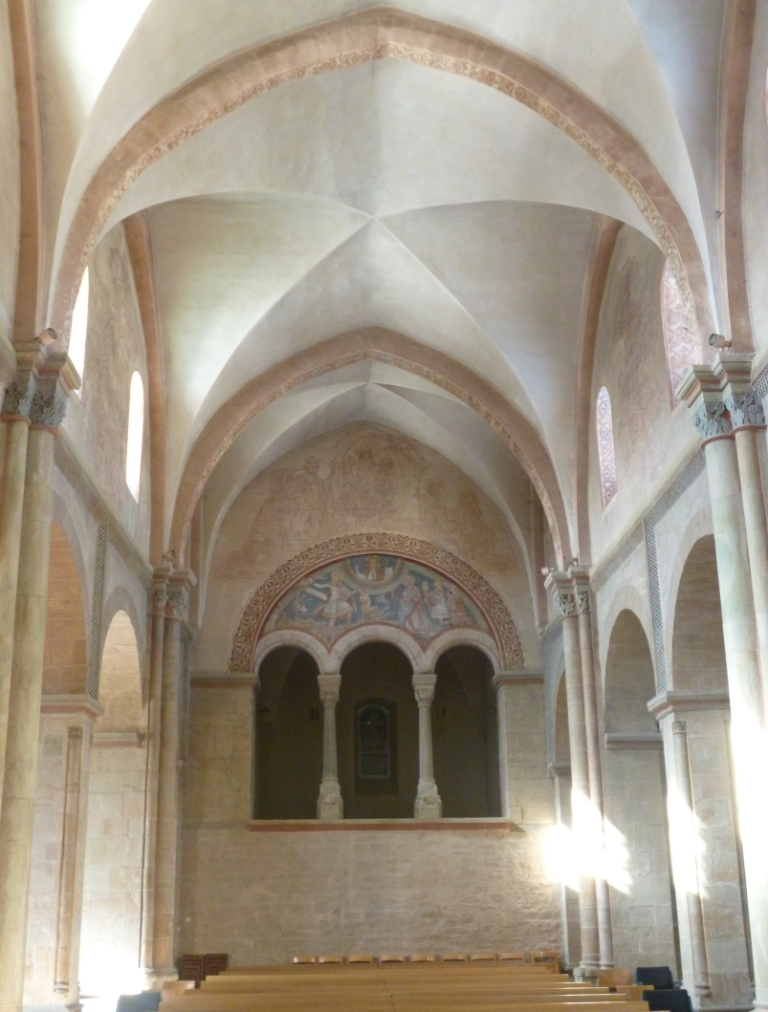
Blick nach Westen

Die ehemalige Klosterkirche und heutige evangelisch-lutherische Pfarrkirche St. Peter und Paul in Goslar wird in der Regel als Frankenberger Kirche bezeichnet und steht auf der Frankenberg genannten Anhöhe am westlichen Ende der historischen Altstadt. Sie ist im Kern romanisch, weist aber gotische und barocke Umbauten auf. Gemeinsam mit dem Gebäude des „Kleinen Heiligen Kreuzes“ (Hospital vom 14. bis ins 17. Jahrhundert), dem Küsterhaus von 1504 und einem alten Tor von 1510 (das ursprünglich aber die Zufahrt zum Grundstück Bergstraße 62 öffnete und erst nach 1906 an dieser Stelle wiedererrichtet wurde) in unmittelbarer Umgebung vermittelt sie ein bemerkenswertes Bild vom mittelalterlichen Städtebau.

## Geschichte
Der älteste erhaltene Beleg für den Bestand einer Kirche in diesem Gebiet datiert aus dem Jahr 1108. Das Kirchengebäude, auf das dabei Bezug genommen wird, ist jedoch vermutlich älteren Datums und später vollständig abgebrochen worden. Die heutige Kirche kann bauhistorisch in die erste Hälfte des 12. Jahrhunderts datiert werden. Sie wurde zum Teil aus Bruchsteinen und zum Teil aus Werksteinen errichtet.
Die Kirche war zunächst Pfarrkirche, später Kirche des Klosters der „büßenden Schwestern der heiligen Magdalena“ Magdalenerinnen auf dem Frankenberg. Das vermutliche Gründungsjahr des Konvents ist 1234.
Infolge der Reformation wurde das Magdalenerinnen-Kloster 1568 aufgelöst, aber bestand als lutherisches Frauenstift fort. Es hatte eine Domina, einen Propst und einen Jungfrauen-Konvent. Zu den Gütern gehörte das Dorf Bodenstein. Die Pröpste waren zeitweise gleichzeitig Seesener Superintendenten. Bekanntester Propst war Andreas Jacob Krieg, Verfasser von „Hartzburgischer Mahlstein“ (1706). Die letzte Domina von Kniestedt starb in den 1820er-Jahren.
1796 begann die Auflösung des Klosters, die mit der Versteigerung des Besitzes 1837 ihren Abschluss fand. Die Kirche wurde wieder Pfarrkirche.

## Architektur
Die Kirche ist eine dreischiffige romanische Basilika. Der Grundriss ist kreuzförmig. Die Kirche war zunächst flachgedeckt und wurde später (1230) eingewölbt. Das Westwerk trug zunächst zwei Türme, die 1783 oberhalb des Dachfirsts des Kirchenschiffes abgebrochen und durch eine schieferverkleidete barocke Laterne ersetzt wurden. Das Westwerk mit Turm ist integraler Bestandteil der Stadtmauer. Der östliche Chor des Langhauses wird von einer halbkreisförmigen Apsis abgeschlossen. An das Nordquerhaus schließt ebenfalls eine halbkreisförmige östliche Apsis an. Das Südquerhaus entsprach wohl ursprünglich dem nördlichen, wurde jedoch nachträglich durch eine Verlängerung nach Osten erweitert.

## Ausstattung
Die Ausstattung der Kirche gehört im Wesentlichen in die Epoche des Barocks. Aus dieser Zeit stammen der Altar und die Kanzel mit pyramidenförmigem Schalldeckel von der Goslarer Bildschnitzerfamilie Lessen aus dem Jahr 1675, in deren Werkstatt auch der Altar von St. Andreas in Langelsheim entstand. Das Triumphkreuz wurde in der 2. Hälfte des 15. Jahrhunderts geschaffen. Die Figur des gekreuzigten Christus trägt natürliches Haar und Dornenkrone, ein Umstand, der im Harzraum und im Südschwarzwald anzutreffen ist. Über dem Portal der Kirchensüdseite befindet sich ein steinernes romanisches Tympanon mit der Darstellung von Christus, Petrus und Paulus aus der Zeit um 1200. Möglicherweise gehörte es ursprünglich zur Vorgängerkirche.